# غاز طلایی

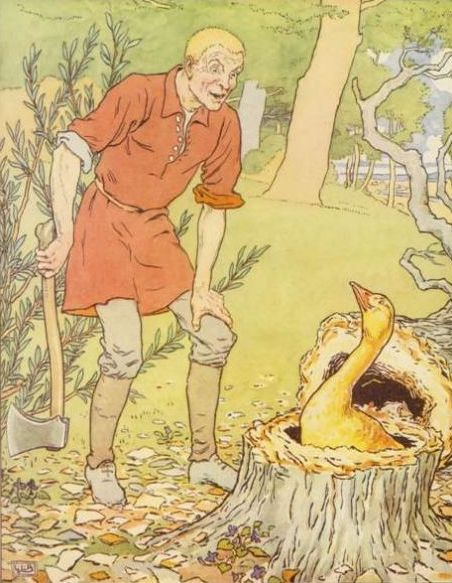
سیمپلتون غاز طلایی را پیدا می کند.

غاز طلایی (به آلمانی: Die goldene Gans) یکی از افسانه‌های مشهور آلمانی است که توسط برادران گریم جمع‌آوری و منتشر شده‌است (KHM 64). این داستان یکی از قصه‌های عامیانه با گروه‌بندی Aarne–Thompson نوع 571 (همه به هم می‌چسبند) و در برخی نسخه‌ها شامل نوع فرعی 513B (کشتی در خشکی و دریا) نیز هست.

## داستان
در روزگاری دور، مردی با همسرش و سه پسرش زندگی می‌کرد. کوچک‌ترین پسر، به دلیل سادگی و ظاهر نه‌چندان جذابش، «احمقک» (Dummling) نام داشت. دو برادر بزرگ‌تر زیبا و قوی بودند و همیشه در خانه مورد توجه قرار می‌گرفتند. روزی پدر خانواده تصمیم گرفت یکی از پسرانش را برای بریدن هیزم به جنگل بفرستد. پسر بزرگ‌تر با کیکی خوشمزه و بطری‌ای از شراب راهی جنگل شد. در راه پیرمرد خاکستری کوچکی را دید که از او تقاضای کمی غذا و نوشیدنی کرد، اما پسر بی‌ادبانه او را رد کرد. به زودی هنگام بریدن درخت، تبر به دستش خورد و زخمی شد، پس ناچار به خانه برگشت.
پسر دوم نیز همان مسیر را رفت و همان رفتار را با پیرمرد انجام داد و او نیز زخمی شد و برگشت. در نهایت، نوبت به احمقک رسید. والدینش فقط یک بیسکویت سوخته و آبجوی ترشیده به او دادند. او در راه با همان پیرمرد برخورد کرد و با مهربانی غذای خود را با او قسمت کرد. پیرمرد در پاسخ، بیسکویت را به کیکی خوشمزه و نوشیدنی را به شرابی عالی تبدیل کرد و از احمقک خواست درختی خاص را قطع کند. احمقک با تبر به جان درخت افتاد و هنگامی که ریشه‌های درخت را شکافت، یک غاز با پرهایی از طلای خالص پیدا کرد.
احمقک غاز را برداشت و شب را در مهمان‌خانه‌ای گذراند. سه دختر مهمان‌دار با دیدن پرهای طلایی تصمیم گرفتند که شب‌هنگام یکی از پرها را بدزدند. اما به محض دست زدن به غاز، دختر بزرگ‌تر به آن چسبید. خواهر دوم که برای کمک آمده بود نیز به خواهرش چسبید و سپس خواهر سوم نیز به جمع آن‌ها پیوست. صبح روز بعد، احمقک با غازش راه افتاد و سه دختر نیز دنبال او کشیده می‌شدند. در مسیر، کشیش، مؤذن و دو کارگر مزاحم شدند و همگی یکی پس از دیگری به زنجیره چسبیدند.
در همان حوالی، پادشاهی زندگی می‌کرد که دختری داشت که هرگز نخندیده بود. پادشاه اعلام کرده بود هر کسی بتواند دخترش را بخنداند، می‌تواند با او ازدواج کند. شاهزاده‌خانم وقتی دسته‌ی خنده‌داری از آدم‌ها را دید که به غاز طلایی چسبیده‌اند، آن‌قدر خندید که اشک از چشمانش سرازیر شد.
پادشاه ابتدا تمایلی نداشت دخترش را به احمقک بدهد، چون او را لایق نمی‌دانست. پس سه مأموریت برایش تعیین کرد: یافتن فردی که بتواند تمام شراب انبار قصر را بنوشد، کسی که کوهی از نان را بخورد و آوردن کشتی‌ای که بتواند هم در خشکی و هم در دریا حرکت کند. احمقک با کمک همان پیرمرد خاکستری موفق شد هر سه مأموریت را انجام دهد. مردی که تشنه بود و تمام شراب را نوشید، مردی که گرسنه بود و کوه نان را خورد، و کشتی‌ای جادویی که روی زمین و دریا می‌رفت.
پادشاه که دیگر بهانه‌ای نداشت، با ازدواج آن دو موافقت کرد و احمقک، حالا شاهزاده‌ای جوان و خوشبخت، همراه با همسرش زندگی شادی را آغاز کرد.

## تحلیل ادبی
احمقک یا Dummling نمایندهٔ شخصیت کوچک‌ترین پسر در بسیاری از افسانه‌هاست. او که از سوی خانواده کم‌ارزش دانسته می‌شود، با مهربانی، فروتنی و خیرخواهی، پاداشی بزرگ می‌گیرد. پیرمرد خاکستری نمادِ کمک غیبی یا موجودی جادویی است که آزمون بخشندگی را پیش پای قهرمان می‌گذارد.
دختران مهمان‌خانه، کشیش، مؤذن و دیگر افراد چسبیده به غاز، نمونه‌ای از طنز و مجازات برای طمع و دخالت بی‌جا هستند. داستان پیام اخلاقی مهمی دارد: مهربانی و فروتنی بیشتر از قدرت ظاهری به موفقیت می‌انجامد.

## نسخه‌های مشابه
داستان‌هایی با موضوع «پرندهٔ طلایی» یا «غاز طلایی» در فرهنگ‌های مختلفی دیده می‌شود:
- غاز طلایی تخم‌گذار، از افسانه‌های ایزوپ
- «مرغابی طلایی»، از مجموعهٔ جاتاکا در بودیسم
- پرندهٔ هما در اسطوره‌های ایران‌زمین

## جاتاکا
در یکی از افسانه‌های جاتاکا، بودا در تناسخی دیگر به شکل غازی طلایی درآمده بود. او همسر و سه دخترش را ترک کرده و پس از آگاهی از وضعیت مالی دشوارشان، پرهای طلایی‌اش را برای گذران زندگی‌شان اهدا می‌کرد. اما همسرش طمع‌کار شد و یکباره همه پرها را کند، ولی پرها سفید شدند. غاز دوباره هرگز بازنگشت.

## در فرهنگ معاصر
در سال ۲۰۰۶، نسخه‌ای موزیکال از «غاز طلایی» توسط دیتر اشتگمان و الکساندر برمانگه در جشنواره برادران گریم در آلمان اجرا شد.
در بازی رایانه‌ای American McGee's Grimm نیز اپیزودی به این داستان اختصاص دارد که در آن، غاز طلایی ده برابر اندازه واقعی است و افرادی که به آن می‌چسبند به‌طور کامل گرفتار می‌شوند.